# Reihenschlussverhalten
Als Reihenschlussverhalten bezeichnet man in der Motorentechnik ein charakteristisches Drehzahl-Drehmomentverhalten bestimmter Elektromotoren. Dieses Verhalten, das auch als Reihenschlusscharakter bezeichnet wird, tritt bei Gleichstrom-Reihenschlussmotoren, Einphasen-Reihenschlussmotoren, Drehstrom-Reihenschlussmotoren und Repulsionsmotoren auf.

## Kennzeichen

Kennlinie bei Reihenschlussverhalten

### Drehzahl
Kennzeichen für die Drehzahl ist beim Reihenschlussverhalten, dass diese extrem belastungsabhängig ist. Mit zunehmender Belastung fällt die Drehzahl stark ab. Bei hohen Drehmomenten ist die Drehzahl annähernd konstant. Bei Lastminderung steigt die Drehzahl stark an. Bei völliger Entlastung kommt es zu einer extremen Erhöhung der Drehzahl. Bei Motoren mit großer Leistung kann diese extreme Drehzahlerhöhung sich soweit steigern, dass sie durchgehen und im Extremfall sogar zerstört werden. Bei kleineren Motoren ist in der Regel die Eigenreibung durch Lager und Motorlüfter groß genug und verhindert dadurch das Durchgehen des Motors. Aufgrund der extremen Belastungsabhängigkeit wird dieses Drehzahlverhalten auch als weiches Drehzahlverhalten bezeichnet.

### Drehmoment
Das Reihenschlussverhalten ist geprägt durch ein hohes Anlaufmoment. Das Anlaufmoment  entspricht etwa dem dreifachen Nennmoment.
{\displaystyle M_{\text{anl}}\approx \ 3\cdot M_{\text{nenn}}}
Die Stromaufnahme und die Leistung steigen bei Belastung nicht so stark an wie beim Nebenschlussverhalten.